# Le Quotidien du peuple
Le Quotidien du peuple (en chinois 人民日报, hanyu pinyin : Rénmín Ribao) est le journal officiel du Comité central du Parti communiste chinois. Avec son tirage de trois millions d'exemplaires en 2012, le journal est classé par l'Unesco parmi les dix plus grands du monde.

## Présentation
Le Quotidien du peuple, qualifié de journal phare du parti par l'agence officielle Xinhua, est publié en chinois et possède aussi des versions anglaise, japonaise, française, espagnole, russe et arabe. Ses éditoriaux ont la réputation de révéler les dernières orientations du pouvoir.
La première édition de ce quotidien a été publiée le 15 juin 1948 dans le xian de Pingshan, Hebei. Il s'agissait à cette époque d'une publication régionale. En mars 1949, le bureau a été transféré à Pékin où cet organe de presse est devenu le quotidien officiel du Parti communiste chinois en août. La publication de l'éditorial du 26 avril 1989 a été à l'origine de manifestations spontanées d'étudiants et peut être considérée comme le point de départ des événements de Tian'anmen.
Pendant la révolution culturelle, le Quotidien du peuple était le seul organe de presse permettant aux reporters étrangers de s'informer sur la politique du Comité central. En mai 1966, Mao Zedong désigna à la tête du journal Chen Boda, ce qui lui permit d'en contrôler la ligne éditoriale.   
Le 19 février 2016, le secrétaire général Xi Jinping a fait une visite d'inspection au sein des rédactions de Xinhua, du Quotidien du peuple et de la télévision CCTV. À l'issue de cette visite, Xi Jinping « a ordonné [...] aux médias gérés par le Parti communiste chinois (PCC) et le gouvernement chinois de suivre strictement la direction du parti »,. En réaction, le blogueur Ren Zhiqiang indique que le parti ne soutient pas financièrement ces médias mais c'est l'argent public qui est utilisé à cette fin : « Cessez d’utiliser l’argent des contribuables pour des choses qui ne leur fournissent aucun service ».

## Diffusion
Publié à grande échelle, Le Quotidien du peuple a été diffusé à plus de 7 millions d'exemplaires à la fin des années 1970 et début des années 1980. Au début des années 2010, sa diffusion tourne autour de 2,5 millions par jour. Il existe aussi une édition sur internet.
En 2015, selon Xinhua, la version du Quotidien du peuple diffusée à l'étranger tire à 600 000 exemplaires dans 86 pays et régions.

## Prise de position
Le Quotidien du peuple indique dans un article du 29 octobre 2010 que la Charte 08 rédigée par  Liu Xiaobo, premier Chinois à recevoir le prix Nobel de la paix, « s'oppose à la dictature démocratique du peuple, au socialisme et à la structure unitaire de l'État, inscrits dans la Constitution chinoise ». Selon Le Quotidien du peuple, Liu serait attiré par la célébrité et l'argent. Depuis 2005, Liu travaille pour « les forces anti-chinoises de l'Occident », il est payé par l'étranger, il a déclaré à ses codétenus : « Je ne suis pas comme vous, je ne manque pas d'argent. Les étrangers me paient chaque année, même quand je suis en prison ».

## Filiales
Le journal fonctionne comme un groupe de presse. Dans les années 1990, il publie deux autres journaux moins centrés sur la vie du Parti communiste chinois et plus soumis à la loi du marché, Huanqiu shibao (Global Times) et Jinghua shibao (Beijing Times). Parallèlement à ces deux journaux, il édite de nombreux autres titres de presse qui ont une forte partie d'audience locale et s'adressent à des urbains, les qualifiant ainsi de journaux « de ville ».  Ces titres restent toutefois perçus comme les porte-parole de la voix officielle de l’État chinois,.